# Lions (Super Rugby)
Lions, av sponsoravtalsskäl kallade Emirates Lions, är ett sydafrikanskt professionellt rugby union-lag som spelar i Super Rugby. Laget har sin hemmaplan på Emirates Airline Park i Johannesburg.

## Historia
Laget var tidigare kända som Cats mellan 1998 och 2005. Under den perioden hade laget blandade resultat, 1998, 2003 och 2004 slutade de sist, men 2000 och 2001 gick de till semifinal. Samtliga säsonger mellan 2006 och 2012 slutade laget på 12:e plats eller sämre och efter sistaplatsen 2012 fick laget inte delta under säsongen 2013 utan tvingades istället spela en kvalserie mot Kings för att återfå sin plats i Super Rugby. 2014 återvände Lions till Super Rugby och slutade på en 12:e-plats, efter en åttondeplats 2015 tog de sig till final 2016 som de förlorade mot Hurricanes. 2017 tog laget sig åter till final, denna gång mot Crusaders, en match som slutade 17-25 till Crusaders.